# バーニン
『バーニン』（Burnin'）は、1973年にリリースされたザ・ウェイラーズのアルバムである。アイランドでの2枚目のアルバムであり、ボブ・マーリー、ピーター・トッシュ、バニー・ウェイラーの3人が在籍していたウェイラーズとしては4枚目のアルバムかつ最後のアルバム。このアルバムが出た後、トッシュとウェイラーはバンドを脱退し、ソロとして活動していく。

## 概要

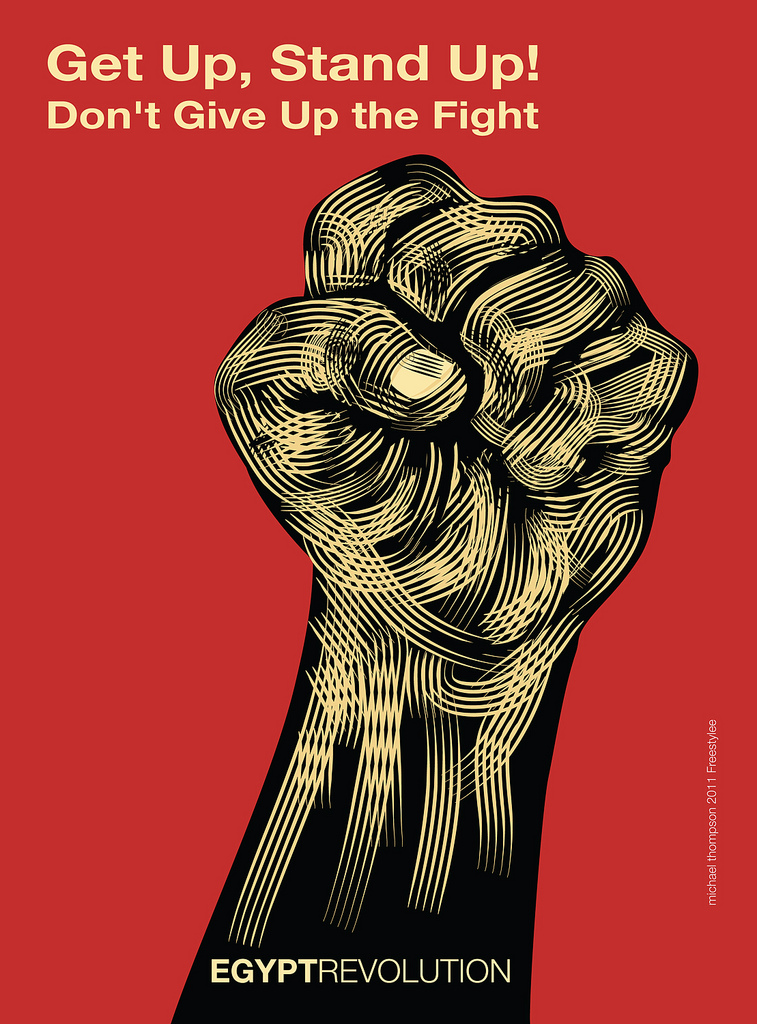
2011年エジプト革命の際使用されたプロパガンダポスター。「Get up stand up」の歌詞が引用されている。

前作『キャッチ・ア・ファイア』は成功したものの、英米のロック市場におけるレゲエの認知度はまだかなり低く、米国で販売を担当したキャピトル・レコードの態度も熱心とは言えなかった。しかし、音楽雑誌や音楽ファンの反応を見たクリス・ブラックウェルは、マーリーに次のアルバムのレコーディングとツアーの準備を指示。アルバム『バーニン』は前作から約半年というかなりの短期間で、1973年10月19日にリリースされた。
アルバムは、バンドの代表曲「ゲット・アップ、スタンド・アップ」に始まり、エリック・クラプトンにもカバーされたマーリーのスタンダード・チューン「アイ・ショット・ザ・シェリフ」など、さらに対決的かつ攻撃的なトーンの曲が続く。「ダピー・コンカラー」、「スモール・アクス」、「プット・イット・オン」など、以前からの曲の再録もある。アルバム最終曲は、ナイヤビンギ様式の「ラスタマン・チャント」で幕を閉じる。
マーリーの他にトッシュとバニーがリードボーカルをつとめる曲もあり、トッシュ、バニーの平和的な曲はマーレィの攻撃的な曲と対照をなしている。
1975年にビルボードのポップアルバムとブラックアルバムのそれぞれのチャートで151位と41位を獲得し、『ローリング・ストーン誌が選ぶオールタイム・ベストアルバム500』に於いて、319位にランクイン。
アルバムのゲートホールド・ジャケットの写真はエスター・アンダーソン（Esther Anderson）が担当した。なおアンダーソンは2011年にドキュメンタリー映画『Bob Marley: The Making of a Legend』を製作・監督している。

## 収録曲

### A面
1. ゲット・アップ、スタンド・アップ - Get Up, Stand Up (Bob Marley, Peter Tosh) - 3:16
2. ハレルヤ・タイム - Hallelujah Time (Jean Watt)[注 1] - 3:28
3. アイ・ショット・ザ・シェリフ - I Shot the Sheriff (Marley) - 4:41
4. バーニン・アンド・ルーティン - Burnin' and Lootin'  (Marley) - 4:15
5. プット・イット・オン - Put It On (Marley) - 3:59

### B面
1. スモール・アクス - Small Axe (Marley) - 4:01
2. パス・イット・オン - Pass It On (Watt) - 3:33
3. ダビー・コンカラー - Duppy Conqueror (Marley) - 3:44
4. ワン・ファウンデーション - One Foundation (Peter Tosh) - 3:42
5. ラスタマン・チャント - Rastaman Chant (Traditional; arranged by Bob Marley) - 3:47

### CDボーナストラック
1. リインカーネイテッド・ソウルズ[3] - Reincarnated Souls (Jean Watt) - 3:43
2. ノー・シンパシー - No Sympathy (Peter Tosh) - 3:08
3. オプレスド・ソング - The Oppressed Song (Livingston) - 3:16

### 2004年のデラックス・エディション

#### Disc One Burnin' Remastered
1. "Get Up, Stand Up" - 3:20
2. "Hallelujah Time" - 3:31
3. "I Shot The Sheriff" - 4:41
4. "Burnin' And Lootin'" - 4:16
5. "Put It On" - 4:01
6. "Small Axe" - 4:02
7. "Pass It On" - 3:35
8. "Duppy Conqueror" - 3:47
9. "One Foundation" - 3:44
10. "Rasta Man Chant" - 3:48
11. "Reincarnated Souls" (Bonus Track) - 3:45
12. "No Sympathy" (Bonus Track) - 3:10
13. "The Oppressed Song" (Bonus Track) - 3:17
14. "Get Up, Stand Up" (Unreleased Alternate Take) - 3:43
15. "Get Up, Stand Up" (Unreleased Single Version) - 3:11

#### Disc Two Live At Leeds, November 23, 1973
1. "Duppy Conqueror" - 6:03
2. "Slave Driver" - 5:00
3. "Burnin' And Lootin'" - 8:29
4. "Can't Blame The Youth" - 5:09
5. "Stop That Train" - 3:57
6. "Midnight Ravers" - 6:29
7. "No More Trouble" - 6:59
8. "Kinky Reggae" - 5:56
9. "Get Up, Stand Up" - 6:15
10. "Stir It Up" - 7:25
11. "Put It On" - 4:29
12. "Lively Up Yourself" - 13:35

## クレジット
- ボブ・マーリー - ギター、リード・ボーカル（A1, A3-5, B1, B3, B5）、バッキング・ボーカル
- ピーター・トッシュ - ピアノ、オルガン、ギター、リード・ボーカル（A1, B4）、バッキング・ボーカル
- バニー・ウェイラー - コンガ、ボンゴ、リード・ボーカル（A2, B2）、バッキング・ボーカル
- アストン"ファミリーマン"バレット - ベースギター
- カールトン・バレット - ドラムス
- アール"ワイヤ"リンド - キーボード、ボーカル、
- アルビン"シーコ"パターソン - パーカッション
- 録音スタジオ - ハリー・J・スタジオ、ジャマイカ・キングストン
  - エンジニア - Sylvan Morris
- ミキシング - アイランド・スタジオ、ロンドン
  - エンジニア - Tony Platt、Phil Brown
- プロデュース - クリス・ブラックウェル、ザ・ウェイラーズ